# Пеленський Ярослав Богданович
Пеленський Ярослав Богданович (нар. 12 квітня 1929, Варшава — пом. 20 лютого 2022, Нью-Йорк) — історик та політолог. Професор (1964). Іноземний член НАН України (1992). Дійсний член Української вільної академії наук, Наукового товариства імені Шевченка.

## Біографія
Народився в м. Варшава. Навчався у Вюрцбурзькому (1948—1949) та Мюнхенському (1950—1955) університетах. Захистив докторські дисертації на теми: «Українська національна думка у світлі творчості М.Грушевського та В.Липинського» в Мюнхенському університеті (1957) та «Московські імперські претензії до Казанського ханства: Дослідження постання імперської ідеології» в Колумбійському університеті (1968). Доцент Кінгс-коледжу (1958—1961), професор історії Американського університету у Вашингтоні (1964—1967), Університету Айови (1967—1998). Член редколегії часопису «Континент» (Париж—Москва; з 1983). Редагував часопис-альманах «Віднова» (1984—1987). З 1987 — президент Східноєвропейських досліджень інституту імені В.Липинського у Філадельфії (США). Голова фундації О. і Т. Антоновичів (1987). Директор Інституту східноєвропейських досліджень НАН України (1993—2008; з 2001 — Інститут європейських досліджень НАН України).
Помер 20 лютого 2022 року у Нью-Йорку.

## Публікації
Автор праць з історії Східної Європи доби пізнього середньовіччя та ранньомодерних часів, українсько-польських відносин, української суспільно-політичної думки XX ст. і політології, зокрема, студій про В.Липинського, оглядів української радянської історіографії 1950—60-х рр., історії взаємин Великого князівства Московського та Казанського ханату в XIV—XV ст. й низки інших. За редакцією Пеленського видані «Україна на переломі 1657—1659» В.Липинського (Філадельфія, 1991), збірка статей і матеріалів «В'ячеслав Липинський: Історико-політологічна спадщина і сучасна Україна» (Київ—Філадельфія, 1995), «Листи до братів-хліборобів» В.Липинського (Київ—Філадельфія, 1995), «Спогади» П.Скоропадського (Київ—Філадельфія, 1995), «В'ячеслав Липинський: Листування» (т. 1: «А—Ж». Київ—Філадельфія, 2003) та чимало інших.